# Eu nu văd, tu nu vorbești, el nu aude
Eu nu văd, tu nu vorbești, el nu aude  (titlul original: în italiană Io non vedo, tu non parli, lui non sente) este un film de comedie italian, realizat în 1971 de regizorul Mario Camerini după un subiect de Giorgio Arlorio, protagoniști fiind actorii Alighiero Noschese, Enrico Montesano, Isabella Biagini, Vittorio De Sica. Este remakeul filmului Crimen din 1960, al aceluiași regizor.

## Conținut
Vânzătorul de ziare Valerio și soția sa Reginella găsesc la Roma un terrier pierdut de o bogată doamnă franceză și pleacă la Veneția pentru a-l duce acasă pe cățel și să încaseze recompensa substanțială promisă. Dar, la sosirea lor, găsesc doar cadavrul proprietarei și în panică fug, uitând valiza la locul crimei. Începând din acest moment, pentru Valerio și Reginella încep necazurile...

## Distribuție
- Enrico Montesano – Valerio
- Alighiero Noschese – commendatore Luigi Gorletti
- Gastone Moschin – Metello Bottazzi
- Francesca Romana Coluzzi – Regina, soția lui Valerio
- Janet Agren – Monica Gorletti, soția lui Gorletti
- Isabella Biagini – Cecilia Bottazzi, soția lui Bottazzi
- Gianrico Tedeschi – comisarul Salvatore Mazzia
- Vittorio De Sica – jucătorul la cazinou
- Piero Gerlini – inspectorul Molinari
- Angelo Infanti – Claude Parmentier, martorul lui Luigi
- Bianca Castagnetta – doamna van Laurent
- Salvatore Campochiaro – servitorul doamnei van Laurent
- Dolores Palumbo – servitoarea doamnei van Laurent
- Alessandro Perrella – ofițerul de poliție din tren
- Cesare Di Vito – un ofițer de poliție
- Irio Fantini – jurnalistul
- Antonio La Raina – ofițerul de poliție Caputo